# Батлер, Джеймс, 4-й граф Ормонд
Джеймс Батлер (англ. James Butler, 4st Earl of Ormond; 23 мая 1393 — 23 августа 1452) — крупный ирландский аристократ и пэр, 4-й граф Ормонд (1405—1452). Он также был известен как «Белый граф». Он был покровителем ирландского литературного альманаха «Книга Белого графа». Его политическая карьера была отмечена длительной враждой с семьей Толбот.

## Биография
Второй сын Джеймса Батлера, 3-го графа Ормонда (ок. 1359—1405), и его первой жены Энн Уэллс (1360—1397), дочери Джона де Уэллса, 4-го барона Уэллса, и Мод де Рос, дочери Уильяма де Роса, 2-го барона де Роса.
7 сентября 1405 года, после смерти отца, 12-летний Джеймс Батлер стал 4-м графом Ормондом, унаследовав родовые замки и поместья в провинции Манстер.

## Карьера
Джеймс Батлер, 4-й граф Ормонд, занимал должность лорда-депутата Ирландии (1407), лорда-лейтенанта Ирландии (1419/1420-1424, 1425—1426, 1428/1429 и 1441—1449) и лорда-юстициария Ирландии (1426—1427). В 1420 году Джеймс Батлер назначил Джеймса Фицджеральда, 6-го графа Десмонда, сенешалем Имокилли.
Во время нахождения в должности лорда-лейтенанта Ирландии Джеймс Батлер вступил в открытую вражду с Джоном Толботом, 1-м графом Шрусбери, и его братом, Ричардом Толботом, архиепископом Дублинским. Конфликт достиг апогея в 1442 году, когда Ричард Толбот, архиепископ Дублинский, якобы действуя от имени ирландского парламента, предоставил Тайному совету длинный список претензий к графу Ормонду. Толбот осуждал Ормонда как старого и немощного человека (на самом деле ему было тогда всего пятьдесят лет) и заявлял, что последний не пригоден для поддержания порядка в Ирландии. Джеймс Батлер, 4-й граф Ормонд, обвинялся в том, что лишился большей части своего имущества по собственной неосторожности, также были намеки на измену и «другие преступления, которые не могли названы». Тайный совет счёл, что он не может игнорировать обвинения, и граф Ормонд был вызван в Лондон, чтобы ответить на обвинения. Он энергично защищался и сделал подробные обвинения против архиепископа Дублинского. Тайный совет не предпринял против графа Ормонда никаких действий и разрешил ему сохранить свою должность, но резко осудил обе стороны за подрыв королевского управления в Ирландии. Их вражда постепенно остыла. Дружеские отношения между двумя семьями были установлены после брака Элизабет Батлер, дочери графа Ормонда, с Джоном Толботом, сыном и наследником графа Шрусбери.

## Поздние годы
Граф Ормонд оставался влиятельной фигурой в Ирландии, хотя его последние годы были отмечены его ссорой с Джеймсом Фицджеральдом, 6-м графом Десмондом, лордом-казначеем Ирландии Джайлсом Торндоном и лордом-канцлером Ирландии Ричардом Воганом. Последний, в частности, жаловался на «тяжелое лордство» графа Ормонда и просил разрешить ему исполнять свои обязанности.
Граф Ормонд построил замки Нина, Роскрей и Темплмор на севере графства Типперэри и Туллеофелим в графстве Карлоу.
Так как его тесть, Джеральд Фицджеральд, 5-й граф Килдэр, умер в 1432 году, не оставив после себя сыновей, Джеймс Батлер, 4-й граф Ормонд, женатый вторым браком на его дочери Джоан, заявил о своих претензиях на графство Килдэр.
59-летний Джеймс Батлер, 4-й граф Ормонд, скончался 23 августа 1452 года после возвращения из похода против Коннора O’Мулриана. Он был похоронен в аббатстве Святой Марии в Дублине.

## Браки и дети
В 1413 году Джеймс Батлер, 4-й граф Ормонд, женился первым браком на Джоан Бошан (1396 — 3/5 августа 1430), дочери Уильяма де Бошана, 1-го барона Бергавенни (ок. 1343—1411), и Джоан Фицалан (1375—1435). Супруги имели трех сыновей и двух дочерей:
- Джеймс Батлер, 5-й граф Ормонд (24 ноября 1420 — 1 мая 1461), бездетен
- Джон Батлер, 6-й граф Ормонд (ум. 14 декабря 1476), имел трех внебрачных детей
- Томас Батлер, 7-й граф Ормонд (1426 — 3 августа 1515), был дважды женат, три дочери
- Элизабет Батлер (ок. 1420 — ум. 8 сентября 1473), жена с 1444 года Джона Толбота, 2-го графа Шрусбери (ок. 1417—1460)
- Энн Батлер (ум. 4 января 1435), не была замужем.

18 июля 1432 года граф Ормонд вторично женился на леди Элизабет Фицджеральд (ок. 1398 — 6 августа 1452), вдове Джона Грея, 2-го барона Грея из Коднора (ум. 1430), дочери Джеральда Фицджеральда, 5-го графа Килдэра (ум. 1432), и Агнессы Дарси (1378—1439). Второй брак был бездетным.